# Taborovskiy Peak
Der Taborovskiy Peak (russisch Гора Таборовского Gora Taborowskowo; norwegisch Taborovskijtoppen) ist ein 2895 m hoher Berg im ostantarktischen Königin-Maud-Land. Im Wohlthatmassiv ist er der höchste Gipfel der Skarshaugane im Betechtingebirge des Alexander-von-Humboldt-Gebirges.
Entdeckt und anhand von Luftaufnahmen kartiert wurde der Berg bei der Deutschen Antarktischen Expedition (1938–1939) unter der Leitung Alfred Ritschers. Eine weitere Kartierung erfolgte anhand von Luftaufnahmen und Vermessungen der Dritten Norwegischen Antarktisexpedition (1956–1960). Sowjetische Wissenschaftler nahmen zwischen 1960 und 1961 eine neuerliche Kartierung und die Benennung vor. Namensgeber ist der sowjetische Meteorologe N. L. Taborowski. Das Advisory Committee on Antarctic Names übertrug die russische Benennung 1970 in angepasster Form ins Englische.